# Adoretus kahlei
Adoretus kahlei är en skalbaggsart som beskrevs av Nonfried 1892. Adoretus kahlei ingår i släktet Adoretus och familjen Rutelidae. Inga underarter finns listade i Catalogue of Life.